# Za dom spremni
Za dom spremni! är en kroatisk hälsning och devis som användes av Ustaša i den Oberoende staten Kroatien (Nezavizna država Hrvatska, förkortat NDH) under andra världskriget och som av denna anledning under efterkrigstiden kommit att förknippas med förintelsen, fascism och rasism. 
Den härstammar från 1800-talet då den ursprungligen användes som en hälsning till den kroatiska banen Josip Jelačić. I den Oberoende staten Kroatien var hälsningen ekvivalent med Nazitysklands Hitlerhälsning. Liksom denna byggde Ustašas hälsning på den romerska saluten. Huruvida hälsningen är att betrakta som en patriotisk eller fascistisk hälsning är omdiskuterat inom Kroatien, men utrikes  betraktas hälsningen så gott som alltid som en högerextrem sådan. En liknande hälsning, Za dom sad u boj! (För hemlandet nu i kamp!) användes av Nikola Šubić Zrinski vid slaget om Szigetvár 1566.

## Betydelse och varianter
Za dom spremni! betyder ordagrant "För hemmet redo!". Med "hemmet" åsyftas "hemlandet" varpå frasens betydelse på svenska är "För hemlandet redo". Den ursprungliga hälsningen löd Za dom! (För hemlandet!) – Spremni umrijeti! (Redo att dö!). Ustaša kom att använda frasen och devisen på olika sätt; Za poglavnika i za dom spremni! (För poglavniken och hemlandet redo!) användes som devis medan hälsningen ställd som fråga/svar löd; Za dom!? - Spremni! - Za koga? - Za poglavnika! (För hemlandet!? - Redo! - För vem? - För poglavniken!).